# Lista över kristna metalgrupper
Detta är en lista över kristna metalgrupper (såväl heavy metal och hårdrock som Extrem metal). Som kristna metalgrupper räknas här de hårdare rockgrupperna som fokuserar på det kristna budskapet i sina sångtexter.

## A
| Namn                   | Ursprungsland | Genre                                       |
| ---------------------- | ------------- | ------------------------------------------- |
| A Living Burden        | USA           | Melodisk death metal/thrash metal/metalcore |
| Abolishment of Hate    | Kanada        |                                             |
| Admonish               | Sverige       | Unblack metal                               |
| Advent                 | USA           | Metalcore                                   |
| Aletheian              | USA           | Teknisk melodisk death metal                |
| Alisa                  | Ryssland      | Heavy metal                                 |
| All For the King       | Sverige       | Heavy Metal                                 |
| Antestor               | Norge         | Unblack metal                               |
| Antidemon              | Brasilien     | Death metal/Grindcore                       |
| Audiovision            | Sverige       | Heavy/melodisk powermetal                   |
| August Burns Red       | USA           | Metalcore                                   |
| Austrian Death Machine | USA           | Thrash metal                                |
| Azmaveth               | Puerto Rico   | Unblack metal                               |

## B
| Namn                      | Ursprungsland | Genre                                             |
| ------------------------- | ------------- | ------------------------------------------------- |
| Barnabas                  | USA           | Kristen rock, Kristen Metal, hårdrock             |
| Barren Cross              | USA           | Heavy metal                                       |
| Becoming the Archetype    | USA           | Progressiv metal, melodisk death metal, metalcore |
| Before Their Eyes         | USA           | Post-hardcore, hardcore                           |
| Believer                  | USA           | Progressiv/technical thrash metal                 |
| Blessed by a Broken Heart | Kanada        | Glam metal, metalcore                             |
| Blindside                 | Sverige       | Alternativ rock                                   |
| Bloodgood                 | USA           | Heavy metal, hårdrock                             |
| Burden of a Day           | USA           | Post-hardcore                                     |

## C
| Namn                 | Ursprungsland | Genre                             |
| -------------------- | ------------- | --------------------------------- |
| Callisto             | Finland       | Sludge metal                      |
| Circle of Dust       | USA           | Industrial metal                  |
| Corpus Cristi        | USA           | Melodisk death metal, metalcore   |
| The Crimson Armada   | USA           | Melodisk death metal, metalcore   |
| Crimson Moonlight    | Sverige       | Melodisk black metal, death metal |
| Crimson Thorn        | USA           | Thrash metal, death metal         |
| The Crucified        | USA           | Thash metal, crossover            |
| Cry of the Afflicted | Kanada        | Post-hardcore                     |

## D
- Day of Fire (USA)
- Dawn Arise (Sverige)
- Deliverance (USA)
- Demon Hunter (USA)
- Deuteronomium (Finland)
- The Devil Wears Prada (USA)
- Die Happy (USA)
- Disciple (USA)
- Divinefire (Sverige)
- Divine Symphony (Brasilien)
- Dizmas (USA)
- Drottnar (Norge)

## E
- Echo Hollow (USA)
- Embodyment (USA)
- Emery (USA)
- Encryptor (Panama, USA)
- Eterna (Brasilien)
- Eternal Decision (USA)
- Extol (Norge)

## F
- Falling Up (USA)
- Fearscape (Australien)
- Feast Eternal (USA)
- Fireflight (USA)
- Focal Point (USA)
- For Today (USA)
- Fountain of Tears (USA)
- Freedom Call (Tyskland)
- Frosthardr (Norge)
- Frost Like Ashes (USA)

## G
- Galactic Cowboys (USA)
- Guardian (USA)

## H
- Hansam (Sverige)
- Harmony (Sverige)
- HB (Finland)
- He Is Legend (USA)
- Hilastherion (Finland)
- Holy Blood (Ukraina)
- Hope for the Dying (USA)
- Horde (Australien)
- Horsemen of the Apocalypse (USA)
- Hortor (Mexiko)

## I
- I Am Terrified (USA)
- Idle Cure (USA)
- Ilia (USA)
- Immortal Souls (Finland)
- Impellitteri (USA)
- Impending Doom (USA)
- Inevitable End (Sverige)
- Inhale Exhale (USA)
- In the Midst of Lions (USA)

## J
- Jacobs Dream (USA)
- Jerusalem (Sverige)
- Joshua (USA)
- Justifide (USA)

## K
- Kekal (Indonesien)
- King James (USA)
- Klank (USA)
- Kohllapse (Australien)
- Kutless (USA)

## L
- Lengsel (Norge)
- Leviticus (Sverige)
- Life in Your Way (USA)
- Living Sacrifice (USA)
- Luti-Kriss (USA)

## M
- Mad at the World (USA)
- Mad Max (Tyskland)
- Magdallan (USA)
- Majestic Vanguard (Sverige, thrash/power)
- Manafest (Kanada)
- Manic Drive (Kanada)
- Means (Kanada)
- Mehida (Finland)
- Metanoia (Australien)
- Miseration (Sverige, death/black)
- Morbid Sacrifice (USA, death/black)
- Mortal (USA)
- Mortification (Australien, death/thrash)

## N
- Narnia (Sverige)
- Neon Cross (USA)
- Never Fallen (El Salvador)
- Nodes of Ranvier (USA)
- Northern Flame (Finland)

## O
- Obliteration (USA)
- Oceana (USA)
- Once Dead (USA)
- Once Nothing

## P
- Pantokrator (Sverige)
- Parakletos (Finland)
- Paramaecium (Australien)
- Place of Skulls (USA)
- A Plea for Purging (USA)
- Point of Recognition (USA)

## R
- Red (USA)
- Remove the Veil (USA)
- Requital (Ukraina)
- Resurrection Band (USA)
- Renascent (Finland)
- Reinxeed (Sverige)

## S
- Sacred Warrior (USA)
- Sacrament (USA)
- Sacrificium (Tyskland)
- Safemode (Sverige)
- Sanctifica (Sverige)
- Saviour Machine (USA)
- Selah (Danmark)
- Selfmindead (Sverige)
- Seventh Angel (Storbritannien)
- Seventh Avenue (Tyskland)
- Seventh Day Slumber (USA)
- Sever Your Ties (USA)
- Shining Star (Brasilien)
- Showbread (USA)
- The Shutdown (USA)
- Since October (USA)
- Skillet (USA)
- Skymetal (Brasilien)
- Slechtvalk (Nederländerna)
- Sorrowstorm (USA)
- Soul Embraced (USA)
- Stavesacre (USA)
- Still Remains (USA)
- Stryper (USA)
- Suffokate (USA)
- Sympathy (Kanada)
- Symphony in Peril (USA)

## T
- Temple of Blood (USA)
- Theocracy (USA)
- Thousand Foot Krutch (Kanada)
- Thrice (USA)
- Thrive (Sverige)
- Tortured Conscience (USA)
- Twelve Gauge Valentine (USA)

## U
- Ultimatum (USA)
- Undish (Polen)

## V
- Vaakevandring (Norge)
- Vengeance Rising (USA)
- Vials of Wrath (USA)
- Vomitorial Corpulence (Australien, grindcore)

## W
- War of Ages (USA)
- Whitecross (USA)
- Winter Solstice (USA)
- With Blood Comes Cleansing (USA)
- Woe of Tyrants (USA)
- World to Ashes (Tyskland)

## X
- X-Sinner (USA)
- Xdeathtarx (USA)
- XT (Sverige)

## Z
- Zao (USA)